# Simorgh (Mythologie)

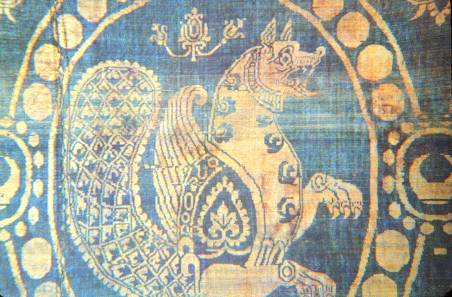
Der Schutzvogel Simurgh auf Seide (sassanidische Zeit, 6.–7. Jh. n. Chr.)

Simorgh oder Simurgh (persisch سيمرغ, DMG Sīmorġ/Sīmurġ, auch Simurg, Simorg oder Senmurv im Mittelpersischen) ist ein Fabelwesen der persischen Mythologie. Der Name leitet sich vom avestischen mərəγō Saēnō („der Vogel Saēna“) ab und ist verwandt mit sanskrit śyená sowie dem persischen Namen Schahin. Simorgh ist auch in der Mythologie der Turkvölker Zentralasiens, der Kurden und bei den Baschkiren anzutreffen, welche stark von der persischen Kultur beeinflusst wurden, und wird Kerkés, Semrug, Semurg, Samran oder Samruk genannt.

## Bedeutung
Simorgh gilt als König der Vögel sowie Schutzvogel und soll übernatürliche Kräfte haben. Ein mit Simorgh vergleichbarer mythischer Riesenvogel ist Anqa (arabisch عنقاء, DMG ‘Anqā’), zu welchem häufig kein Unterschied gemacht wird. Ferner stehen Phönix und der indische Garuda in einer mythischen Beziehung. Simorghs Vorbild Saēna war ein Adler oder Falke. Mit welchem Vogel Simurgh in Verbindung steht, ist nicht eindeutig zu sagen. Zur Diskussion stehen Strauß, Geier oder Adler, sicher ist er ein großer Vogel. Häufig wird er als eine Mischung aus Fledermaus und Hund mit Pfauenfedern am Schwanz dargestellt. Mit dem Hund teilt der Simorgh die Affinität zu den Regenzeiten.
Nach der iranischen Mythologie soll sich Simurghs Nest hinter dem Kūh-e Qāf (persisch كوه قاف), dem Zielort von Wahrheit und Selbsterkenntnis, befinden. Es gibt verschiedene Gebirge, die mit dem Kuh-e Qaf identifiziert werden, darunter der Kaukasus (persisch قفقاز, DMG Qafqāz), aber auch das Elburs-Gebirge mit dem Damavand sowie der Hindukusch. Der Berg wurde mit sieben Tälern in Verbindung gebracht, wie es Fariduddin Attar in seinem Werk Die Vogelgespräche beschrieb. Diese sieben Täler haben eine pessimistisch-nihilistische und eine optimistische Seite. Sie stellen die Anstrengungen eines Wesens zur Vervollkommnung dar. Die Leiden beziehungsweise Leidenschaften sind nach Attar: Verlangen, Liebe, Bildung, Abstinenz, Monotheismus, Verwunderung oder Bestürzung, Elend oder Auflösung. Attar nennt das siebte Tal Fānī (arabisch-persisch فانى, ‚vergänglich‘).
Wie dreißig Vögel (persisch سى مرغ, DMG sī morġ), als Verkörperung von dreißig Aspekten der Seele, auf der Suche nach dem mythischen Simurgh Selbsterkenntnis erlangen, beschreibt Fariduddin Attar in seinen Vogelgesprächen (unter dem arabischen Titel منطق الطير, DMG Manṭiq aṭ-Ṭair, auch: „Die Konferenz der Vögel“), einem der bedeutendsten Werke der islamischen Mystik (Sufismus).
In zoroastrischen Texten wird erzählt, der Simurgh sitze auf dem Baum aller Samen, dem Saena- oder Simurgh-Baum, und bewirke durch Flügelschlagen, dass dessen Samen ausgestreut werden, woraufhin sie durch Wind und Regen auf der Erde verbreitet würden. Jüngeren Legenden zufolge ist Saena mit dem Vogel Simurgh aus späterer Zeit gleichzusetzen.
In Ferdousīs Schāhnāme, dem Buch der Könige, spielt der Simorgh mit seinen übernatürlichen Kräften in der Geschichte von Zāl und seinem Sohn Rostam eine bedeutsame Rolle: Die schwangere Ehefrau von Zal hat erhebliche Probleme mit der Geburt ihres Kindes. Zal ruft Simorgh, den „Löwen der Lüfte“, und fragt ihn um Rat. Simorgh sagt Zal die Geburt eines Sohnes voraus, der als Held in die Geschichte Irans eingehen wird. Simorgh gibt dann einen Rat, wie die Geburt zu verlaufen habe. Ferdousī beschreibt dann detailliert die Vorgehensweise eines Dammschnitts oder Kaiserschnitts:
Nicht im Geburtsweg kommt er zur Welt,

Wie es dem Geber des Guten gefällt.

Bring einen glänzenden Dolch herbei,

Und einen der zauberkundig sei,

.....

Er spalte die Weiche der schlanken Zypress',

Empfinden wird sie nicht schmerzlich es.

Heraus zieht' er die Leuenbrut,

Und setze des Mondes Seit' in Blut.

Dann näh' den Riß er wieder zu;

Die Furcht aus dem Herzen räume du!

Ein Kraut das ich sage, stampfe das

Mit Milch, und im Schatten es trocknen laß;

Reib' und streich' es an jener Wunde,

Und du siehst sie gesund zur Stunde.

Dann reib daran eine Feder mein,

Meine Macht wird dir heilsam sein.
In kurdischen Märchen heißt ein namensverwandter Vogel Sīmīr. In seiner Bedeutung dem Simurgh der iranischen Mythologie ähnlich ist der Königs- oder Glücksvogel Homa (avestisch Humāya), auch Humai oder Humá, der von Anatolien bis Nordindien in Märchen vorkommt und dem „Vogel Greif“ in gewisser Weise ähnelt. Altiranische Mythologie ging in die islamisch-persische Mystik über, sodass der Simurgh über die Industal-Kultur mit dem Pfau eine Entsprechung in Indien erhielt, wo im 17. Jahrhundert ein Streichinstrument in Pfauenform namens mayuri vina entwickelt wurde. „Pfau“ heißt auf Sanskrit mayur und persisch/arabisch طاؤوس, DMG ṭā’ūs. Melek Taus, der „Engel Pfau“, ist das höchste verehrte Wesen der Jesiden.

## Sonstiges
Auch der Roman Grimus von Salman Rushdie nimmt unter anderem auf dieses Fabelwesen Bezug. In der 1972 erschienenen Märchenverfilmung Der Wundervogel Semurg hilft Simurgh in der Gestalt einer weißgekleideten Frau einem Hirten, zahlreiche Abenteuer zu bestehen und am Ende einen bösen Zauberer zu besiegen. Olga Grjasnowa erwähnt in ihrem 2014 erschienenen Roman Die juristische Unschärfe einer Ehe den Vogel Simurgh als Metapher für die Reise der Protagonisten. Der Hauptpreis des Internationalen Fajr-Filmfestivals Crystal Simorgh ist nach diesem Fabelwesen benannt.